# Johann Nepomuk Ebner von Rofenstein

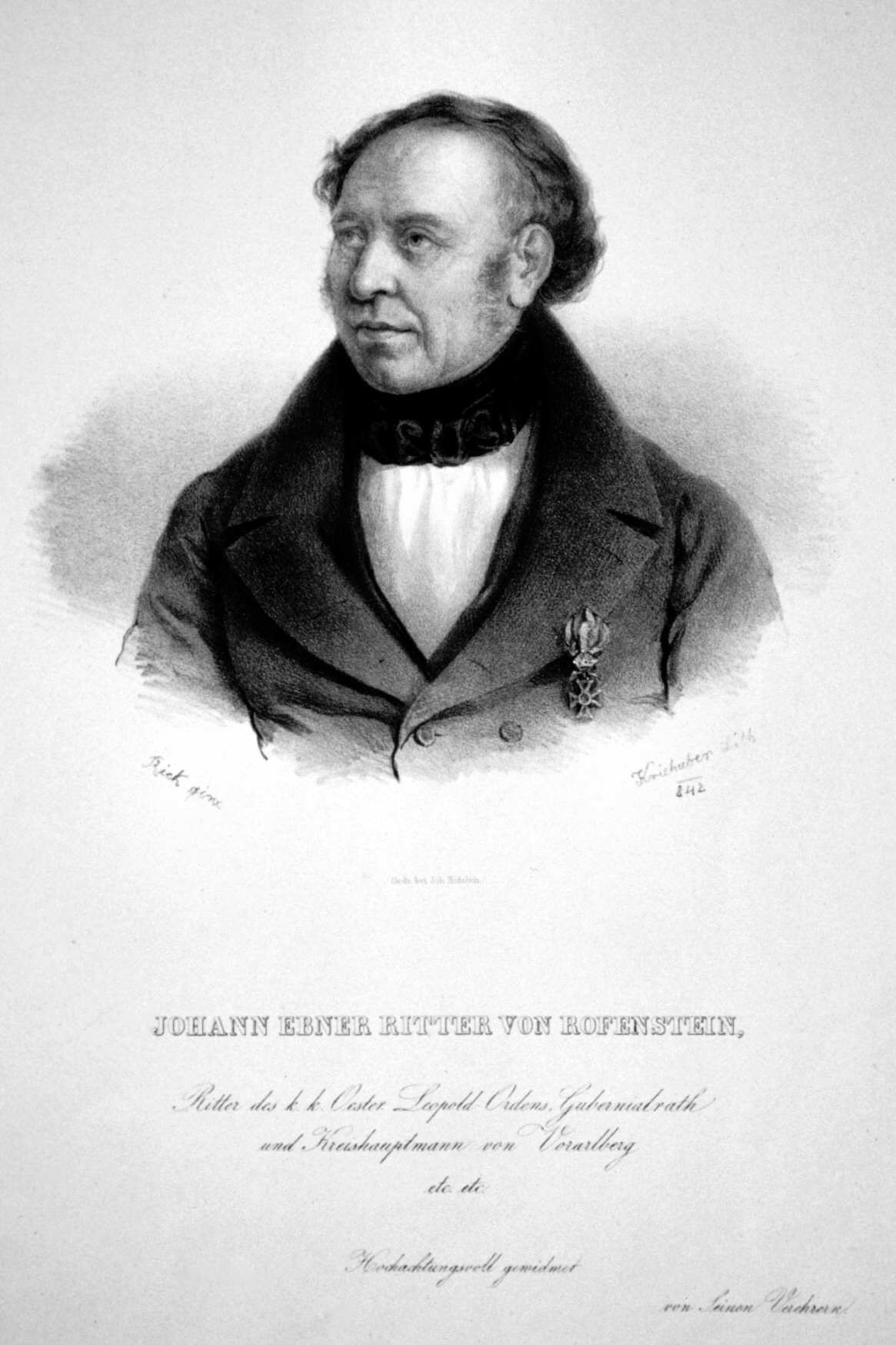
Johann Ebner Ritter von Rofenstein

Johann Nepomuk Ebner, seit 1839 Ritter von Rofenstein (* 8. Mai 1790 in Imst, Tirol; † 8. Juli 1876 in Innsbruck), war ein österreichischer Beamter und Kreishauptmann von Vorarlberg.

## Leben
Johann Nepomuk Ebner, ein Sohn eines Landrichters von Imst, studierte an der Universität Landshut bei Friedrich Carl von Savigny und Mittermeier. Nach Abschluss des Jus-Studiums war er 1814 Kreiskommissar am Landgericht in Imst und von 1817 bis 1821 in Schwaz. Im selben Jahr wurde er Kreishauptmann von Imst, schließlich war er von 1822 bis 1850 Kreishauptmann von Vorarlberg mit Sitz in Bregenz. Danach war er bis 1857 Statthaltereirat am Gubernium in Innsbruck. Für seine Verdienste wurde Johann Nepomuk Ebner von Kaiser Ferdinand I. am 16. August 1838 das Ritterkreuz der ö.k. Leopold-Ordens verliehen. Damit war die Erhebung in den erblichen Ritterstand verbunden, diese erfolgte am 30. März 1839 mit dem Prädikat von Rofenstein. 1848 erhielt er den Titel Hofrat.
Ebner von Rofenstein war am Ausbau des Bregenzer Stadtspitals (heute Landeskrankenhaus Bregenz) und der Errichtung von Spar- und Krankenkassen für Industriearbeiter maßgeblich beteiligt. Ein Schwerpunkt seiner Amtszeit war der Ausbau der Straßen, wie der Arlberg-, Schwarzachtobel- und der Wälderstraße einwärts von Alberschwende. Er war auch Präsident des Landwirtschaftlichen Vereins.  
Johann Nepomuk Ebner von Rofenstein heiratete Johanna Schueller (1801–1856), Tochter des Kaufmanns Ignaz. Die Kinder hießen Robert, Adelheid, Maria und 
Viktor, Histologe und Rektor der Universität Wien.

## Werke
Ebner von Rofenstein verfasste ein sechzehnbändiges Tagebuch, welches das Leben in Vorarlberg zu Beginn des 19. Jahrhunderts am Übergang von der bäuerlichen zur beginnenden industriellen Gesellschaft im Detail schildert.